# Landowska (krater wenusjański)
Landowska – krater na powierzchni Wenus o średnicy 33 km, położony na 84,6° szerokości północnej i 74,3° długości wschodniej.
Decyzją Międzynarodowej Unii Astronomicznej w 1985 roku został nazwany imieniem polskiej pianistki Wandy Landowskiej.